# Yurkhyamyayarvi
Yurkhyamyayarvi (rus. Юрхямяярви; fin. Jyrhämäjärvi) je slatkovodno jezero u Murmanskoj oblasti, Rusija, u blizini finsko-ruske granice. Nalazi se na nadmorskoj visini od 249 metara. Iz jezera istječe rijeka Vuosnajoki, koja pripada Bjelomorskom slijevu.